# Hotchkiss wz.25

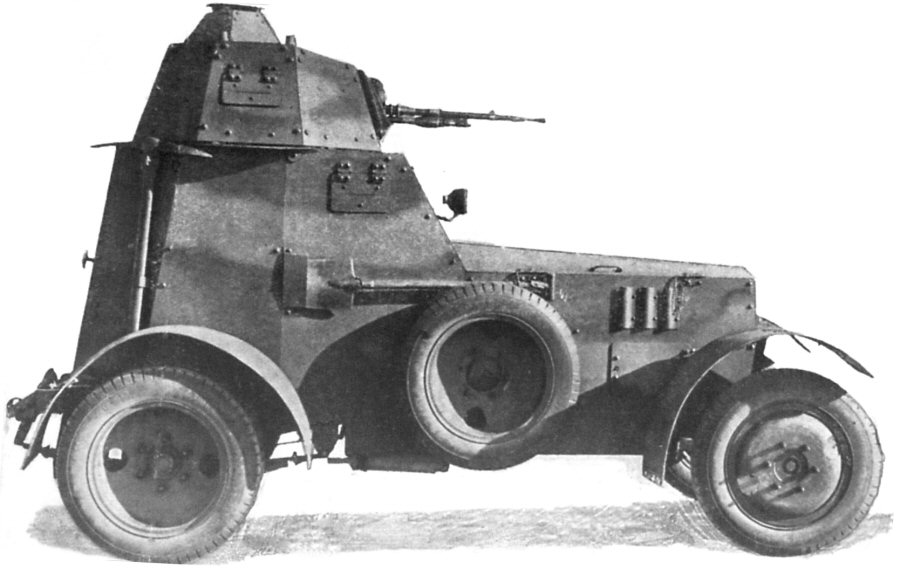
Бронеавтомобиль wz. 34, вооружённый пулемётом ckm wz. 25

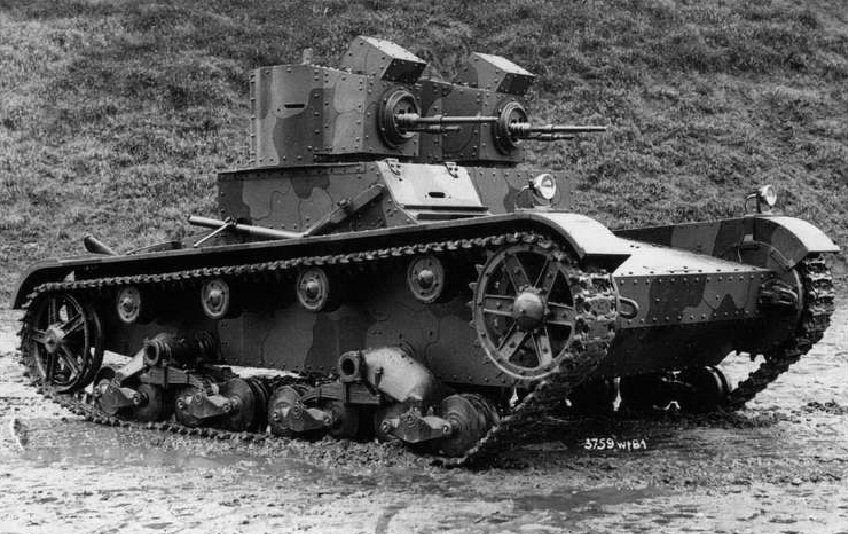
Польский танк Vickers E с двумя пулемётами wz. 25

Ciezki karabin maszynowy wz. 25 Hotchkiss, сокращённо Ckm wz. 25 — модификация французского станкового пулемёта Hotchkiss mle 14 под патрон 7,9 mm Mauser, выполненная производителем по заказу Войска Польского.
Созданы между 1924 и 1925 годами. Не снискали особого успеха, так как произведенная модернизация не в полной мере учитывала особенности нового боеприпаса, что приводило к снижению точности стрельбы и сильному нагреву ствола. В результате оружие достаточно скоро было изъято из пехоты и передано в артиллерию и Корпус охраны границы. Позже пулемёты достались бронечастям, где и использовались во время сентябрьской кампании 1939 года. Некоторое количество этого оружия, полученного Вермахтом в качестве трофеев, было принято им на вооружение под наименованием 7,9 mm sMG 238(p).

## История

### Унификация пулеметов польской армии
На момент завершения Первой мировой войны в распоряжении Войска Польского оказался большой ассортимент стрелкового оружия, произведенного как в Центральных державах, так и в странах Антанты. По окончании боевых действий, проходивших на территории Польши в 1918—1921 годах, было решено унифицировать имеющееся вооружение.
В 1921 году Совет послов принял решение о передаче Польше находившейся в Гданьске бывшей немецкой оружейной фабрики Königliche Gewehrfabrik. По итогам этого события было принято решение о том, что штатной винтовкой польской армии станет Mauser wz. 98, и, следовательно, основным винтовочным патроном — Маузер 7,92 × 57 мм.
Принятие патрона Маузера в качестве основного вызывало проблемы со снабжением пехотных частей, так как единственным станковым пулемётом под этот боеприпас был немецкий «Максим» MG 08. У большей части принадлежавших Польше пулемётов этого типа, имелся сильный износ, а закупка новых у Германии оказалась невозможной в соответствии с условиями Версальского договора. Для других пулемётов имевшихся у польской армии в достаточно больших количествах (Schwarzlose wz. 07/15, Maxim wz. 10, Vickers wz. 09 и Hotchkiss wz. 14) также требовались иные боеприпасы. Переделать под немецкий патрон своими силами можно было только русский «Максим», что впоследствии и было сделано; полученный образец был назван ckm Maxim wz. 10/28. Пулемёты прочих типов надлежало изъять для замены новыми образцами.
В 1924 году под давлением со стороны про-французского лобби в Генштабе, в качестве нового станкового пулемёта был выбран уже знакомый польской армии Hotchkiss, но под немецкий патрон. Между 1924 и 1925 годами у компании Hotchkiss было заказано 1250 пулемётов подобного типа; также велись переговоры о покупке лицензии для дальнейшего выпуска этого оружия в Польше. Модифицированные «Гочкисы» получили в Польше обозначение wz. 25, они отличались используемым боеприпасом и меньшей длиной ствола.
Летом 1926 года в Центральной стрелковой школа в Торуне были провели испытания нового wz. 25, они выявили ряд его недостатков, в том числе возросший перегрев ствола, что приводило к его быстрому износу, а также к значительному снижению точности по сравнению с оригинальными французскими mle 14. Возможно эти недостатки могли быть устранены в случае предъявления производителю рекламаций и соответствующих работ по ним, но после майского переворота 1926 года профранцузское лобби в Главном штабе сильно ослабло и дальнейшие переговоры по этой теме не проводились.
Отказ от пулемётов wz. 25 означал, что польской армии требуется новый образец оружия. В 1927 году был проведен соответствующий конкурс. По его результатам из трёх принимавших участие образцов (Browning М1917А1, чешский Шварцлозе-Янечек и английский «Виккерс» наилучшие результаты показал Браунинг. Столь же хорошие результаты он показал и на следующем конкурсе, проходившем в 1928 году. Когда же наконец решено было приобрести лицензию на выпуск, оказалось, что ни конструкции фирмы «Кольт», ни её европейского представителя «Fabrique Nationale» не запатентованы в Польше. Это обстоятельство, а также проблемы с ранее полученными чертежами автоматической винтовки BAR (wz. 28) привели к решению начать самостоятельный нелицензионный выпуск пулемёта M1917, названного Ckm wz. 30.

### Wz. 25 в польской армии
Полученное у фирмы «Гочкис» оружие поступило на вооружение в различные роды войск. Однако, из-за имевшихся дефектов, в 1927 году оно было изъято из пехоты и передано в артиллерию, где эксплуатировались несколько менее интенсивно. В пехотные части временно были возвращены старые пулеметы wz. 14.
После произведенной в Польше замены стволов большое количество wz. 25 попало в бронечасти. Там ими вооружались, в частности, танкетки TK-3 и TKS, бронеавтомобили wz. 28, wz. 29 и wz. 34, а также бронедрезины Tatra и некоторые танки FT-17.
Эта техника приняла участие в боевых действиях во время сентябрьской кампании. По её итогам некоторое количество исправных ТК-3 и TKS досталось Германии и было позже принято на вооружение Вермахта. На некоторых машинах имевшееся оружие было заменено немецким, а остальные были разоружены и использовались в качестве гусеничных тягачей.
Станковые пулемёты wz. 25, полученные частями Корпуса охраны границы находились на вооружении его 2-го и 18-го батальонов (полк «Сарны») до замены в 1930 году на mle 14..

### Wz. 25 в Вермахте
Доставшийся Вермахту во время сентябрьской кампании вместе с бронетехникой wz. 25, был принят на вооружение как 7,9 mm sMG 238(p).

## Устройство
Станковый пулемёт wz. 25 был модификацией французского пулемёта Hotchkiss mle 14, использовавшего газоотводную автоматику. От французского образца польский пулемёт отличался более коротким (755 мм) стволом, а также изменениями, вызванными переделкой под патрон 7,92 мм Маузер. Эти изменения заключались в замене патронной ленты, досылателя, зеркала затвора и затворной коробки.
Испытания полученных Польшей в 1926 году пулемётов показали, что проделанные изменения были недостаточными, поскольку параметры нарезов ствола (шаг, глубина и т. д.) остались теми же, что и для французских патронов 8 × 50 мм R Лебель. Это привело к существенному снижению точности, так как из-за несколько меньшего (0,1 мм) калибра немецких боеприпасов поведение пули было нестабильно. Кроме того, патрон 7.9 мм создавал более высокое давление, из-за чего увеличивалась скорость стрельбы, наблюдался ускоренный износ и растрескивание деталей механизма. Также возросло количество задержек. Кроме того, определённые проблемы вызывало использование польских боеприпасов с пулей в стальной оболочкой.
С новым, более коротким стволом общая длина оружия уменьшилась до 1289 мм. Дульная энергия у пулемёта wz. 25 под патрон калибра 7,9 мм была 4516 Дж (для сравнения, у mle 14 с 8-мм патроном — 2873 Дж), что привело к росту начальной скорости пули с 670 до 840 м/с.
Пулемёты wz. 14 и wz. 25 в польской армии преимущественно использовались с треногой wz. 16, весившей около 24 кг.
Питание пулемёта wz. 25 осуществлялось посредством 30-патронной жёсткой ленты (кассеты) под патрон 7,9 мм Маузер (её секции могли соединяться) или, для применения в боевых машинах, посредством полужёсткой ленты на 120 патронов.

## Bibliografia
- Cieplinski, Andrzej; Wozniak, Ryszard. Encyklopedia wspolczesnej broni palnej (od polowy XIX wieku) (пол.). — Warszawa: Wydawnictwo WiS, 1994. — С. 14. — ISBN 83-86028-01-7.
- Erenfeicht, Leszek. Karabiny maszynowe Hotchkiss (пол.). — Edipresse Polska S.A., 2014. — ISBN 978-83-7769-579-1.
- Polskie konstrukcje broni strzeleckiej (неопр.). — Warszawa: SIGMA NOT Spolka z o.o., 1993. — С. 198—199. — ISBN 83-85001-69-7.